# Station Zaragoza-Delicias

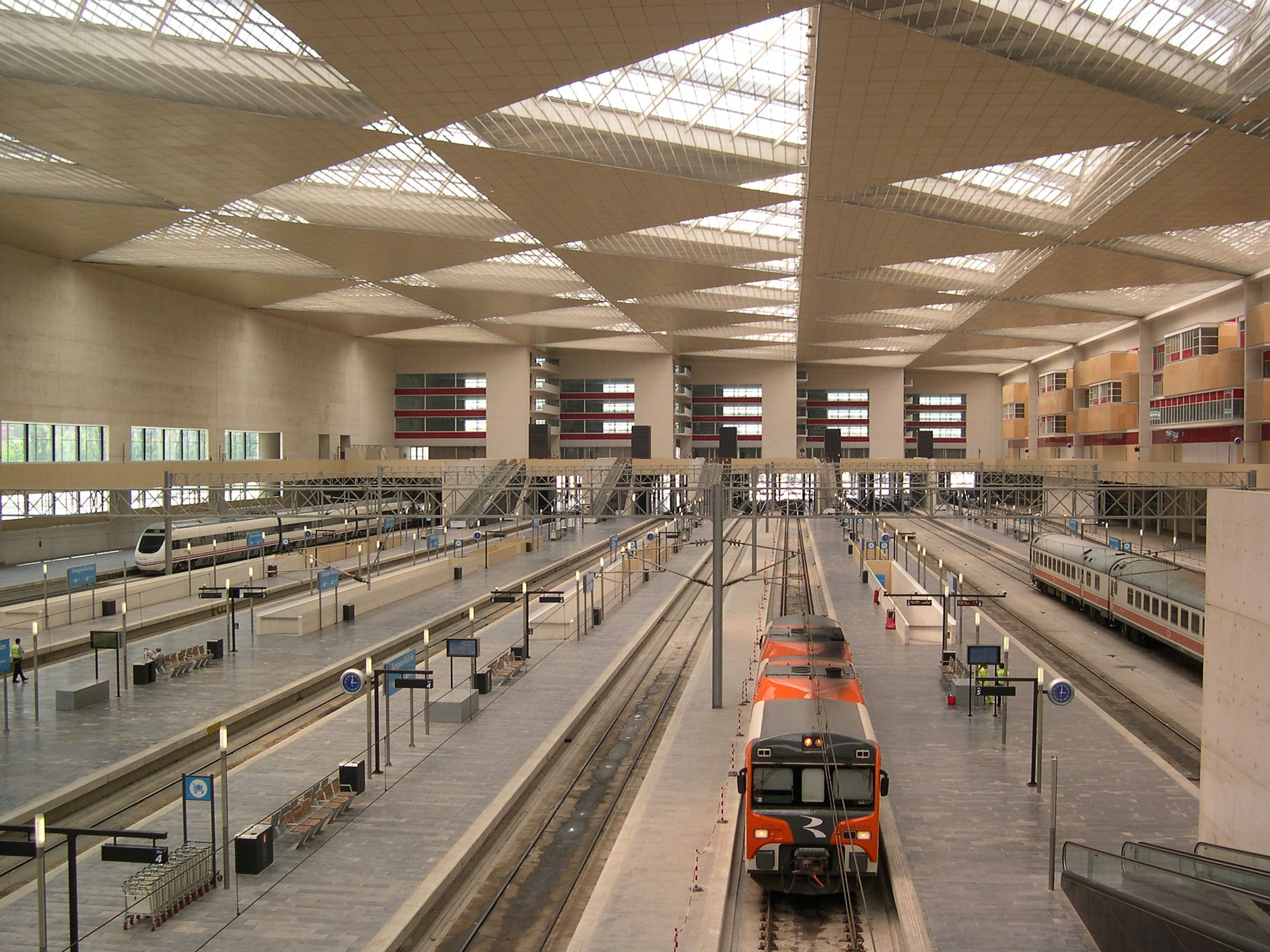
Overkoepelde perrons van het station

Station Zaragoza-Delicias is een spoorwegstation in het noordwesten van de Spaanse stad Zaragoza in de autonome gemeenschap Aragón. Het station werd in 2003 als nieuw hoofdstation van de stad in dienst genomen samen met de introductie van de hogesnelheidslijn van Madrid naar Catalonië en Frankrijk. Het historische station, meer in het centrum gelegen, werd niet meer bediend.
Het nieuwe station ligt zowel aan de klassieke spoorlijn tussen Madrid en Barcelona als aan de samen met station geopende  hogesnelheidslijn. Deze laatste werd initieel enkel gebruikt voor verkeer tussen Madrid en de Franse grens, aan een snelheid van 200 km/h tot Lleida, en een lagere snelheid verder noordwaarts. In 2006 verhoogde de snelheid tot Lleida tot 250 km/h en vanaf 2008 werd ook Barcelona aan hoge snelheid bediend. Anno 2013 werd het station ook in gebruik genomen voor ritten van de AVE van Madrid langs Barcelona tot Figueres. Daar neemt de TGV de verbinding verder naar Frankrijk over. Anno 2023 ligt het station aan de hogesnelheidslijnen LAV Madrid - Zaragoza - Barcelona - Figueres en LAV Zaragoza – Huesca. Maar naast AVE-treinen is het station onderdeel van het Alvia- en Avant-netwerk, de lange-afstands-nachttreinen Trenhotel en het regio-aanbod van MD, TRD, Regional, Intercity, Regional Exprés en het lokale voorstadsverkeer via lijn C1 (een S-Bahn) van Cercanías Zaragoza. Aan het treinstation is een groot busstation gekoppeld.
Het station is onderdeel van de infrastructuur van Administrador de Infraestructuras Ferroviarias (ADIF) en wordt uitgebaat door Renfe Operadora. Het station is een ontwerp van de architecten Carlos Ferrater, José María Valero en Félix Arranz. Het werd op 7 mei 2003 in gebruik genomen.  De sporen liggen ondergronds, de perrons van het station krijgen daglicht door de overkoepeling. In 2018 telde het station 4.017.987 reizigers.
Het oude station El Portillo dat dichter bij het stadscentrum gelegen was, werd bij de indienstname van Delicias in 2003 gesloten bij gebrek aan baanvakcapaciteit. De tunnel door de stad was dubbelsporig uitgerust met het Spaanse breedspoor. De hogesnelheidslijn is aangelegd met het Europese normaalspoor. Om zowel breedspoor als normaalspoor treinen door de stad te laten rijden heeft men in 2003 besloten een van de twee sporen om te bouwen naar normaalspoor. De baanvakcapaciteit is hierdoor sterk beperkt daar elke treinsoort op eigen spoor moet rijden en op eventuele tegemoetkomende tegenliggers moet wachten. Daar het station Delicias ruim 2 km van het centrum ligt, werd de nieuwe C1 lijn van Cercanías Zaragoza op 11 juni 2008 in dienst genomen voor voorstadsverkeer en werd het station El Portillo terug heropend, ook voor de verbinding tussen deze twee stations. Vanaf december 2008 werd het station El Portillo ook terug bediend door enkele regionale treinen.

## Treinen
Het station wordt acht maal per dag door een AVE van Figueres over Barcelona naar Madrid. Voor de zitplaatsen in de AVE geldt dat minstens één rijtuig verkocht wordt onder het tariefschema van de regionale treindiensten over hogesnelheidslijnen in Spanje: de Avant.
| Trein    | Stations |
| -------- | --- |
| AVE 3000 | Figueres-Vilafant · Girona · Barcelona Sants · Camp de Tarragona · Lleida-Pirineus · Zaragoza-Delicias · (Catalayud)/(Guadalajara-Yebes) · Madrid-Puerta de Atocha |